# Irena Górska-Damięcka

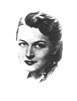
Irena Górska-Damięcka

Irena Górska-Damięcka (* 20. Oktober 1910 in Aschmjany, poln. Oszmiana, Russisches Kaiserreich; † 1. Januar 2008 in Skolimów, Polen) war eine polnische Schauspielerin und Regisseurin.

## Biografie
Górska-Damięcka war mit Dobiesław Damięcki von 1940 bis zu dessen Tod 1951 verheiratet. Sie hatten zwei Kinder, Maciej Damięcki und Damian Damięcki, die später beide Schauspieler wurden.
Górska-Damięcka wirkte 1962 an den Film Bitwa o Kozi Dwór mit.

## Filmografie
- 1938: Serce Matki
- 1961: Rozstanie
- 1961: Bitwa o Kozi Dwór
- 1962: Jak być kochaną
- 1966: Die Hexenwand (Ściana czarownic)
- 1966: Cierpkie głogi
- 1973: Ciemna rzeka
- 1974: Erzählung in rot (Opowieść w czerwieni)